# Liste der geschützten Landschaftsbestandteile im Landkreis Traunstein
Im Landkreis Traunstein gab es im Februar 2023 insgesamt 14 ausgewiesene geschützte Landschaftsbestandteile.

## Geschützte Landschaftsbestandteile
| Bachschlucht südwestlich von Krumberg             | BW | LB-00029 | Fridolfing                                  | ⊙ | 3,66 |  |
| Baumbestand bei der Ettendorfer Kirche            |    | LB-00032 | Surberg                                     | ⊙ | 0,14 |  |
| Baumreihe zwischen Höfen und Hochberg             | BW | LB-00031 | Traunstein                                  | ⊙ | 0,18 |  |
| Buchenwald am Schloßberg von Tengling             | BW | LB-00028 | Taching a.See                               | ⊙ | 4,05 |  |
| Eichenallee an der St 2094 auf Höhe Kloster Seeon | BW | LB-01684 | Seeon-Seebruck                              | ⊙ | 0,41 |  |
| Eichenbestand in Unteröd                          | BW | LB-00120 | Tittmoning                                  | ⊙ | 0,39 |  |
| Fläche bei Pertenstein                            |    | LB-00030 | Traunreut                                   | ⊙ | 0,56 |  |
| Flächen in der Gemeinde Tacherting                | BW | LB-00118 | Tacherting 81 Teilflächen:                  | ⊙ | 12,4 |  |
| Flächen in der Gemeinde Tacherting                | BW | LB-00117 | Tacherting                                  | ⊙ |      |  |
| Flächen südwestlich von Litzlwalchen              | BW | LB-00121 | Nußdorf Zwei Teilflächen:                   | ⊙ | 2,12 |  |
| Frillensee mit angrenzendem Verlandungsbereich    |    | LB-00041 | Inzell                                      | ⊙ | 15,7 |  |
| Mischwaldgürtel Niedernfels                       | BW | LB-00119 | Marquartstein                               | ⊙ | 0,47 |  |
| Naturwaldparzelle nordöstlich von Kotzing         | BW | LB-00033 | Traunstein                                  | ⊙ | 8,27 |  |
| Streuwiesen nördlich von Raiten                   | BW | LB-00042 | Schleching, Marquartstein Zwei Teilflächen: | ⊙ | 11,9 |  |
| Legende für Geschützter Landschaftsbestandteil    |    |          |                                             |   |      |  |